# 鄂多立克

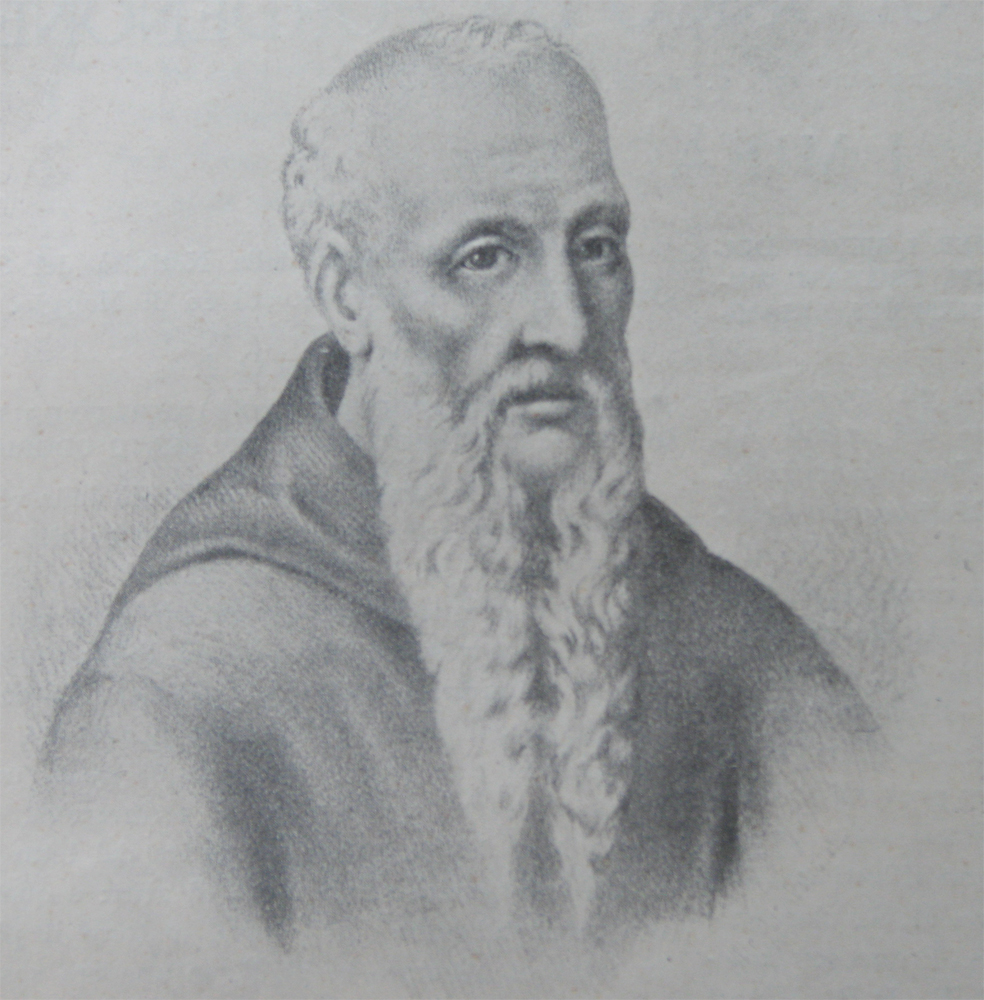
鄂多立克

鄂多立克（義大利語：Odorico da Pordenone；約1286年—1331年1月14日），又译为和德理，意大利方济各会托钵僧，是中世纪著名的旅行家，著有《鄂多立克东游录》，和马可波罗、伊本·白图泰、尼可罗·康提一同被称为中世纪四大旅行家。

## 简历
1286年鄂多立克在意大利弗里乌黎省波登隆埃县诺瓦村出生。早年皈依方济各会，成为灰衣修士。1318年从威尼斯启程东游，经君士坦丁堡、特拉布宗、霍尔木兹、孟买、奎隆、马拉巴尔海岸、锡兰、苏门答腊、占婆，经广州入中国，游历泉州、福州、明州、杭州、金陵、扬州、北京等地旅行，取道西藏回国。后在病榻上口述东游经历，由他人笔录成书《鄂多立克东游录》

### 书目
- 《鄂多立克东游录》 何高济译 中华书局 ISBN 7-101-03556-6/K
- The Travels of Friar Odoric, trans. Sir Henry Yule, William B. Eerdmans Publishing Company, Grand Rapids, Michigan, and Cambridge, UK, 2002.